# Anna Zielińska-Głębocka

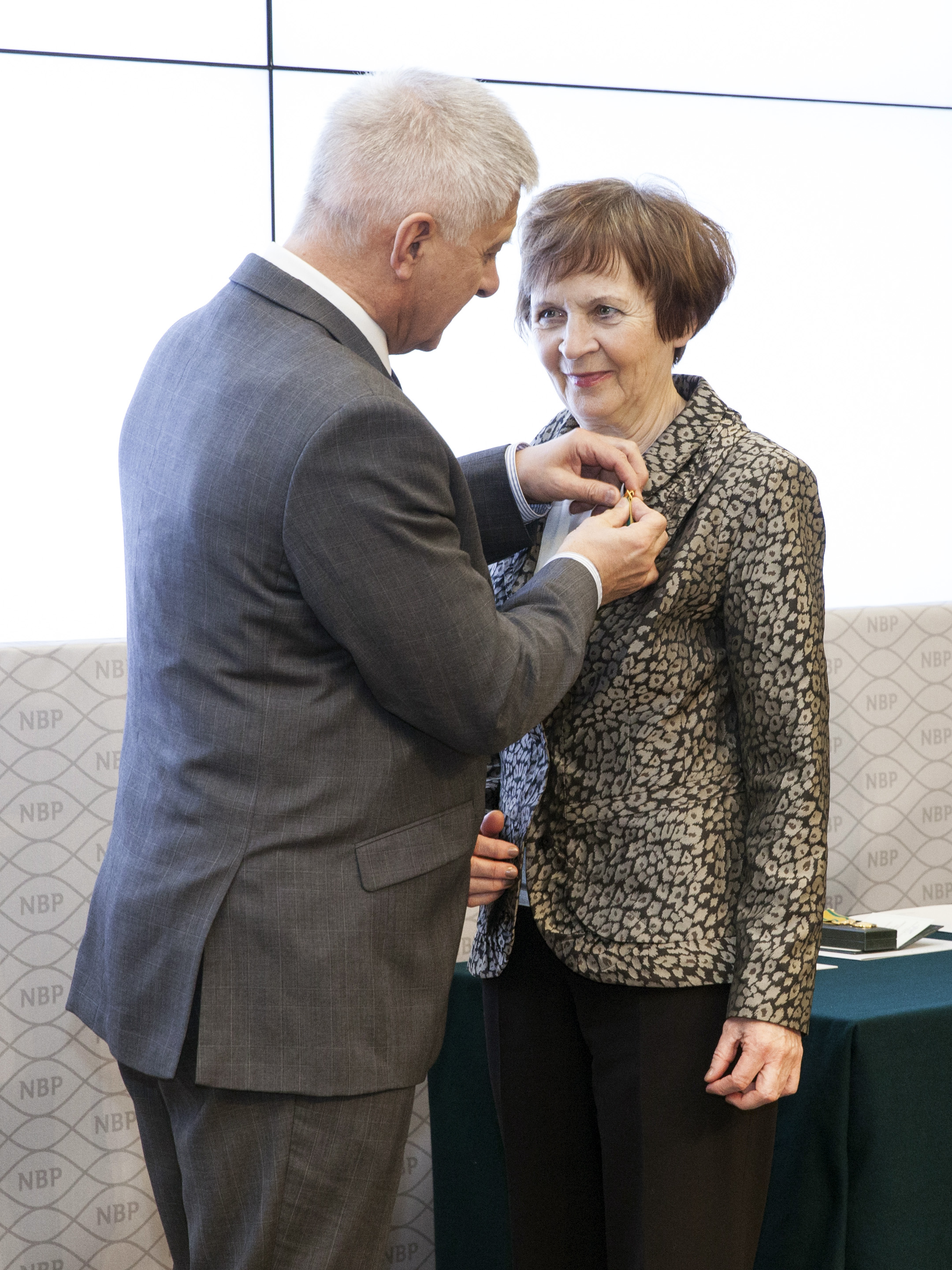
Prezes NBP Marek Belka i Anna Zielińska-Głębocka

Anna Maria Zielińska-Głębocka (ur. 29 września 1949 w Bydgoszczy) – polska ekonomistka, nauczyciel akademicki i polityk, profesor nauk ekonomicznych, posłanka na Sejm V i VI kadencji, członkini Rady Polityki Pieniężnej w kadencji 2010–2016.

## Życiorys
Ukończyła w 1972 studia ekonomiczne na Uniwersytecie Gdańskim, po których została pracownikiem naukowym tej uczelni. W 1976 obroniła doktorat, w 1996 uzyskała stopień doktora habilitowanego nauk ekonomicznych, w 1998 otrzymała tytuł profesora nauk ekonomicznych. Na Wydziale Ekonomicznym UG doszła do stanowisk profesorskich.
W 2005 została wybrana do Sejmu V kadencji z listy Platformy Obywatelskiej. 13 stycznia 2006 objęła funkcję rzecznika w gabinecie cieni PO odpowiedzialnego za sprawy europejskie. W 2007 skutecznie ubiegała się o reelekcję, otrzymując w okręgu gdańskim 19 268 głosów. Od listopada 2007 do marca 2009 zasiadała w Radzie Służby Publicznej, w kwietniu 2009 została powołana w skład Rady Służby Cywilnej. Została też wiceprzewodniczącą Państwowej Komisji Akredytacyjnej. 9 lutego 2010 Sejm powołał ją w skład Rady Polityki Pieniężnej, co skutkowało wygaśnięciem mandatu poselskiego. Sześcioletnią kadencję zakończyła w 2016.
Wdowa po Robercie Głębockim, ministrze edukacji narodowej w 1991.

## Odznaczenia
- Odznaka honorowa „Za zasługi dla bankowości Rzeczypospolitej Polskiej” (2016)[1]
- Srebrny Medal Uniwersytetu Gdańskiego „Doctrinae Sapientae Honestati” (2016)[2]